# Konsulat Generalny Ukrainy w Lublinie
Konsulat Generalny Ukrainy w Lublinie (ukr. Генеральне Консульство України в Любліні) – ukraińska placówka konsularna mieszcząca się w Lublinie. Konsulat został utworzony w 2003 roku, a jego okręg obejmuje województwa: lubelskie, podkarpackie, podlaskie.

## Konsulowie generalni w Lublinie
- 2003–2007: Iwan Hrycak
- 2007–2011: Oleg Horbenko
- 2011–2012: Władysław Kanewski
- 2012–2015: Iwan Hrycak
- 2015–2022: Wasyl Pawluk
- 2022–2023: Artem Valah[4]
- 2023–nadal: Oleh Kuts[5]